# Kościół Matki Bożej z Góry Karmel w Trogirze
Kościół Matki Bożej z Góry Karmel (chorw. Crkva Gospe od Karmela) – barokowa świątynia rzymskokatolicka znajdująca się w chorwackim mieście Trogir.
Corocznie, w uroczystość Matki Bożej z Góry Karmel, w kościele rozpoczyna się procesja z figurą Matki Bożej wiodąca do katedry świętego Wawrzyńca.

## Historia
Kamień węgielny pod budowę pierwszego kościoła w tym miejscu wmurowano 10 sierpnia 1265, za panowania biskupa Kolumbana. 11 września 1600 wydano zgodę na jego rozbiórkę z powodu zbyt małych rozmiarów. Prace nad obecną świątynią, którymi prawdopodobnie kierował warsztat Bokaniciów, zakończono w roku 1618. W II połowie XVIII wieku będący w słabym stanie budynek wyremontowano oraz wzniesiono od nowa wzniesiono ściany boczne i dzwonnicę. Przylegający do kościoła klasztor karmelitów przebudowano w roku 1897.

## Architektura
Świątynia barokowa, jednonawowa. Portal główny łączy cechy późnego renesansu i wczesnego baroku. Nad wejściem wmurowano kopię płaskorzeźby ze scenami Ukrzyżowania i Zmartwychwstania Pańskiego, wykonanej w latach 40. XIV wieku. W górnej części fasady znajduje się niewielka rozeta, a na elewacji północnej – okno w kształcie półokręgu oraz drzwi prowadzące na emporę i dzwonnicę. Kościół przykryty jest płaskim stropem z zaokrąglonymi krawędziami. Wnętrze zdobi barokowy ołtarz główny, z obrazem Matki Bożej z Góry Karmel, autorstwa Konstantinosa Tzanesa z roku 1658 oraz późnorenesansowy, drewniany ołtarz boczny.